# 王时 (元朝)
王时（?—?），元朝大臣，表字本中，大宁路（今内蒙古宁城县西大明城）人，元顺帝时中书左丞。
王时是王克敬之子。以文学在当时知名。元惠宗至正十九年（1359年），由详定使转任中书参知政事。至正二十年（1360年），分省太原。至元二十五年（1365年），升任中书左丞。后来升任翰林学士承旨。王时妻安正同，磁州人，平章政事安祐之孙女。太原城陷，安氏与其妾李氏同投井而死。赠梁国夫人，谥庄洁。 